# نيل باتل لويس
نيل باتل لويس (بالإنجليزية: Nell Battle Lewis)‏ هي صحفية أمريكية، ولدت في 28 مايو 1893 في رالي في الولايات المتحدة، وتوفي بنفس المكان في 26 نوفمبر 1956.